# Campeonato de Cuarta División 1910 (Argentina)
El Campeonato de Cuarta División 1910 fue la décima temporada de la Cuarta División y la última en la cuarta categoría, ya que a partir de 1911, y hasta 1932, ocupará la quinta y sexta categoría. Fue organizado por la Argentine Football Association, y disputado por equipos juveniles de clubes que competían en divisiones superiores.
El torneo consagró campeón al sexto equipo de Racing, al vencer en la final al quinto equipo de la misma institución.

## Sistema de disputa
Los 22 equipos fueron divididos en dos secciones de once equipos cada una, donde se enfrentaron bajo el sistema de todos contra todos a dos ruedas. El ganador de cada sección avanzó a la final.

### Final
Los finalistas se enfrentaron a partido único. El ganador se consagró campeón.

## Sección 1
| Pos. | Equipo                      | Pts. | J  | G  | E | P |
| ---- | --------------------------- | ---- | -- | -- | - | - |
| 1.°  | Racing VI                   | 40   | 20 | 20 | 0 | 0 |
|      | Alumni III                  |      |    |    |   |   |
|      | Boca Juniors IV             |      |    |    |   |   |
|      | Criollos IV                 |      |    |    |   |   |
|      | Estudiantes de La Plata III |      |    |    |   |   |
|      | General Urquiza III         |      |    |    |   |   |
|      | Nuñez II                    |      |    |    |   |   |
|      | Olivos IV                   |      |    |    |   |   |
|      | San Fernando III            |      |    |    |   |   |
|      | San Isidro IV               |      |    |    |   |   |
|      | Victoria IV                 |      |    |    |   |   |

|  | Clasificado a la fase final. |

## Sección 2
| Pos. | Equipo                  | Pts. | J  | G  | E | P |
| ---- | ----------------------- | ---- | -- | -- | - | - |
| 1.°  | Racing V                | 39   | 20 | 19 | 1 | 0 |
|      | Argentino de Quilmes IV |      |    |    |   |   |
|      | Argentinos Juniors III  |      |    |    |   |   |
|      | Banfield IV             |      |    |    |   |   |
|      | Caseros II              |      |    |    |   |   |
|      | Estudiantes IV          |      |    |    |   |   |
|      | Gimnasia y Esgrima II   |      |    |    |   |   |
|      | Instituto Americano III |      |    |    |   |   |
|      | La Plata Jockey II      |      |    |    |   |   |
|      | River Plate IV          |      |    |    |   |   |
|      | San Fernando IV         |      |    |    |   |   |

|  | Clasificado a la fase final. |

## Final
|  | Racing (V) | vs. | Racing (VI) |  |  |

|                               |
|                               |
| Campeón Racing VI 1.er título |